# 巴黎地鐵MP 05型列車
巴黎地鐵MP 05型列車是2005年巴黎大眾運輸公司就巴黎地鐵的膠輪捷運系統訂購的列車，可無人駕駛。

## 概要
在2000年代初期，巴黎地鐵14號線完全自動化的成功基礎上，RATP計劃實現一些現有地鐵線路的自動化。RATP的首個目標為1號線，這是網絡中最繁忙且遊客最常光顧的線路，當時1號線使用與14號線相同，但人工駕駛的MP 89 CC型列車。RATP選擇引入新車輛，藉此將1號線的MP 89轉移至4號線，取代4號線老舊的MP 59。
2009年起初的49列MP 05投入，用于取代1號線較舊的MP 89型列車，以進行自動化。另外同年增购了18列則於2013年之后投入14號線和1號線以便加密班次。
MP 05型列車由阿爾斯通生產，是巴黎地鐵第二種設有空調的列車，MF 01型為首個型號。